# ایولند
ایولند (به لاتین: Iveland) یک شهرداری در نروژ است که در اوست اگدر واقع شده‌است. ایولند ۲۶۱٫۶۳ کیلومتر مربع مساحت و ۱٬۳۴۲ نفر جمعیت دارد.